# Juzet-de-Luchon
Juzet-de-Luchon (em occitano:  Judèth de Luishon) é uma comuna francesa na região administrativa da Occitânia, no departamento do Alto Garona. Estende-se por uma área de 6.8 km², com 375 habitantes, segundo o censo de 2018, com uma densidade de 55 hab/km².